# Private Media Group
Private Media Group, Inc. é uma empresa de produção e distribuição de conteúdo adulto, através de Revistas, DVDs, Blu-rays, internet e outros meios.
Entre suas mais famosas publicações está a revista Private, que foi publicada pela primeira vez em Estocolmo, na Suécia, em 1965 e fundada por Berth Milton. A revista é caracterizada por fotos de sexo explícito. Também realiza vídeos eróticos e pornográficos. Foi a primeira empresa da indústria pornô a ter suas ações na bolsa eletrônica NASDAQ.

## Linhas e Produtos
Private produz e distribui 10 a 12 filmes novos por mês e possui a maior biblioteca de filmes pornográficos de conteúdo original.
Em 1998, a empresa lançou "Private Circle", um rótulo de roupas de grife.  O rótulo mais tarde seria alterado para "Private Clothing" e na época foi aberto uma loja em Los Angeles.
Em agosto de 2008 a Private Media Group anunciou que tinha estabelecido uma aliança com Marc Dorcel para colaborar no mercado de filmes. A colaboração começa com um acordo de distribuição do DVDs de três anos para a França e a expectativa é que a Private e Dorcel explorará oportunidades adicionais em outros territórios.

## Filmes
Private Media Group é mais conhecida por produzir filmes adultos de alto orçamento, como as duas partes da série "Millionaire", dirigido por Alessandro Del Mar, com um orçamento relatado de US$ 1,9 milhões. Nas últimas décadas Private ganhou mais de 130 prêmios da indústria adulta.

### Prêmios
A lista a seguir é alguns prêmios que a empresa ganhou.
- 1994 prêmio AVN - "Melhor Filme Estrangeiro" de Private Video Magazine 1 [5]
- 1995 Prêmio AVN - "Melhor Série de vídeo de contagem" para Private Video Magazine[5]
- 1995 Prêmio AVN - "Melhor Filme Estrangeiro" de Virgin Treasures 1 & 2[5]
- 1996 Prêmio AVN - "Melhor Filme Estrangeiro" para a The Tower, Partes 1, 2 & 3[5]
- 1996 Prêmio AVN - "Cena de Sexo mais escandalosa" para Private Video Magazine 20[5]
- 1997 Prêmio AVN - "Melhor Filme Estrangeiro" de The Pyramid, Partes 1, 2 & 3[5]
- 1998 Prêmio AVN - "Melhor Filme Estrangeiro" de The Fugitive 1 & 2[5]
- 1999 Prêmio AVN - "Melhor Filme Estrangeiro" de Tatiana 1, 2 & 3[5]
- 2000 Prêmio AVN - "Melhor Filme Estrangeiro" por Diário de Amanda 2 [5]
- 2001 Prêmio AVN - "Melhor Série Estrangeira Vignette" para XXX Privado[5]
- 2003 Prêmio AVN - "Melhor Filme Estrangeiro" de  Private Gladiator[5]
- 2004 prêmio AVN - "Melhor Filme Estrangeiro" de The Scottish Loveknot[5]
- 2006 Prêmio AVN - "Melhor Filme Estrangeiro" de Robinson Crusoe on Sin Island[5]
- 2007 Prêmio AVN - "Melhor Filme Estrangeiro" de  Porn Wars: Episode 1[5]
- 2009 Prêmio AVN - "Melhor BDSM Release" de House of Sex and Domination[5]
- 2009 Prêmio AVN - "Melhor Filme Estrangeiro" de Jason Colt, Mystery of the Sexy Diamonds[5]